# Алексеев, Сергей Константинович
Серге́й Константи́нович Алексе́ев (22 ноября 1922 года — 4 февраля 1994 года) — участник Великой Отечественной войны, командир взвода разведки 1-го мотострелкового батальона 17-й гвардейской механизированной бригады 6-го гвардейского механизированного корпуса 4-й гвардейской танковой армии 1-го Украинского фронта, Герой Советского Союза (27.06.1945), гвардии старшина.

## Биография
Родился 22 ноября 1922 года селе Наваринка ныне Агаповского района Челябинской области . Русский. Из семьи наваринского казака. 
В 1928 году с родителями переехал в город Ленинск-Кузнецкий (ныне Кемеровской области). Окончил школу-семилетку. Работал на плодоовощной базе райпотребсоюза, затем на лесном складе шахты им. Кирова.
В конце сентября 1941 года был призван в Красную армию и зачислен стрелком в 20-й Сибирский лыжный полк. Первое боевое крещение приняли в ноябре того же года под городом Старая Русса. После боя остатки 20-го полка были переданы соседней части. В весенне-летних боях 1942 года на Западном фронте прошел хорошую школу полевой разведки. Был ранен, удостоен первой награды — медали «За отвагу». К началу 1945 года гвардии старшина Алексеев был уже командиром взвода разведки 1-го мотострелкового батальона 17-й гвардейской механизированной бригады, его грудь украшали две медали «За отвагу» и орден Красной Звезды.
18 апреля 1945 года вплавь со своими бойцами первым в батальоне форсировал реку Шпре, отличился в боях за овладение пригородом Берлина — Потсдамом. 22 апреля взвод гвардии старшины Алексеева отразили 6 вражеских атак практически без боеприпасов. Был тяжело ранен, но мужественно оставался в строю до окончания боя. Лишь в госпитале стало ясно, что раздроблены кости таза, поврежден позвоночник.
Указом Президиума Верховного Совета СССР от 27 июня 1945 года за мужество и героизм, проявленные на фронте борьбы с немецко-фашистскими захватчиками, гвардии старшине Алексееву Сергею Константиновичу присвоено звание Героя Советского Союза с вручением ордена Ленина и медали «Золотая Звезда» (№ 8609).
После госпиталя был демобилизован. По пути домой в Кремле из рук Секретаря Президиума Верховного Совета СССР А. Ф. Горкина получил Золотую Звезду Героя и орден Ленина.
Жил в городе Ленинск-Кузнецкий. Работал слесарем-наладчиком на заводе «Кузбассэлемент», затем, выйдя на пенсию, вместо заслуженного отдыха работал мастером производственного обучения в ГПТУ-38.
Умер 4 февраля 1994 года.

## Награды
- Медаль «Золотая Звезда» Героя Советского Союза (27.06.1945, № 8609)
- Орден Ленина (27.06.1945)
- Орден Красного Знамени (13.03.1945)
- Орден Отечественной войны I степени (6.04.1985)
- Орден Отечественной войны II степени (28.04.1945)
- Два ордена Красной Звезды (17.03.1943 и 6.05.1944)
- Медали, в том числе:
  - Две медали «За отвагу» (12.10.1942 и 15.04.1944)
  - Медаль «За победу над Германией в Великой Отечественной войне 1941—1945 гг.»
  - Юбилейная медаль «Двадцать лет Победы в Великой Отечественной войне 1941—1945 гг.»
  - Юбилейная медаль «Тридцать лет Победы в Великой Отечественной войне 1941—1945 гг.»
  - Юбилейная медаль «Сорок лет Победы в Великой Отечественной войне 1941—1945 гг.»

## Память
- Похоронен в городе Ленинск-Кузнецкий на городском кладбище (10 участок).
- Имя Героя носит улица в городе Ленинск-Кузнецкий.